# Service hydrographique
Un service hydrographique est une instance responsable de l'acquisition et la diffusion des données d'hydrographie. Selon la convention SOLAS (et notamment son chapitre V règle 9), « Les Gouvernements contractants s’engagent à prendre des dispositions en vue de rassembler et de compiler des données hydrographiques et de publier, diffuser et tenir à jour tous les renseignements nautiques nécessaires à la sécurité de la navigation ».
Les services hydrographiques se sont regroupés au sein d'une instance internationale : l'Organisation hydrographique internationale (OHI).

## Exemples
- Service hydrographique et océanographique de la Marine (Shom), en France ;
- Service hydrographique du Canada (Canadian Hydrographic Service), au Canada ;
- Vlaamse Hydrografie, en Belgique ;
- Service hydrographique des Forces navales algériennes.